# Nadin Meypo
Nadin Meypo (geboren am 3. November  in Wriezen als Nadin Meyer) ist eine deutsche Schlagersängerin und Moderatorin.

## Leben
Meypo wurde in Wriezen geboren und wuchs in Frankfurt an der Oder auf.

### Anfänge der Musikkarriere
Ihre musikalische Laufbahn begann Meypo mit Auftritten bei Familienfeiern, Hochzeiten und kleinen Events. Sie nahm dann professionellen Gesangsunterricht, spielte in diversen Bands mit und entschied sich im Jahr 2020, ihre Karriere professionell anzugehen.

### Erfolge
Ihre Debüt-CD Lass uns das Leben lauter drehn erschien am 21. Oktober 2022 bei UMG und erreichte den 5. Platz der offiziellen deutschen GfK-Verkaufscharts. In den Amazon- und iTunes-Charts landete sie jeweils auf dem 1. Platz. Sie nahm sechsmal den 1. Platz bei der SWR4-Hitparade ein. Das MDR-Fernsehen nominierte sie im November 2022 in der TV-Sendung zum Schlager des Monats. Ihre Teilnahme an namhaften Tourneen wie der „Schlager-Sommertour“ und „Die klingende Bergweihnacht“ sowie Auftritte mit Größen wie Semino Rossi und Andy Borg machten sie bekannter. 2023 erschien ihr Song Nicht mit mir.
Im Mai 2024 wechselte sie mit dem neuen Song "Unsre Nacht" zum Label VIA Music Germany. Der Vertrieb bleibt weiterhin bei UMG.
Der Song "LiebesChaos" erschien am 25. Oktober 2024 wieder beim Label artists & acts. Das Produkt ist weiterhin im Vertrieb von UMG.
Am 15. Juni 2024 präsentierte sie zum ersten Mal ihre erste eigene Schlagernacht unter dem Motto "Ganz in weiß". Zu der Veranstaltung hatte sie Musikstars wie Markus Wolfahrt, Patrick Lindner, Alexandra Hofmann, Rosanna Rocci und Robin Leon eingeladen. Das Konzert war restlos ausverkauft.
Im Oktober 2024 begleitete sie Schlagerstar Semino Rossi auf seiner 12-tägigen Konzertreihe durch Deutschland und das Elsass.
Am 22.11.24 veröffentlichte sie eine Version von "Weihnachten in Familie", dem meist verkauften Song in der DDR. Den Song hat sie gemeinsam im Duett mit dem zweifachen Grand-Prix-Sieger Markus Wolfahrt aufgenommen.

### Moderation
Neben ihrer musikalischen Karriere ist Nadin Meypo auch als Moderatorin aktiv. Seit 2021 führt sie durch das Programm verschiedener Events und Tourneen, darunter Veranstaltungen wie „Die Klingende Bergweihnacht“ und „Südtiroler Heimatsterne“. Zudem moderierte sie den ausverkauften Schlagerzirkus im Jahr 2023, unter anderem mit Nino de Angelo.
Beim TV-Sender schlagerparadies.tv moderiert sie ein eigenes Format mit dem Titel "Hinter den Kulissen mit Nadin Meypo". Hier interviewt sie Stars aus der Musikbranche.

### Zusammenarbeit
Meypo arbeitet mit dem Musikproduzenten Hubert Molander aus Graz zusammen. Ihr Management führt Lothar Böhler mit seiner Firma artmedia – management & more GmbH aus.
Die Musikvideos produziert der Videograph Carlo Vitus Böhler.
Im Autorenbereich arbeitet sie mit den Urhebern Tobias Reitz, Tanja Lasch, Marvin Trecha, Thorsten Schmidt, Uwe Altenried, Simone Altenried zusammen.

### Duette
Nadin Meypo hat zahlreiche Duette mit Schlager- und Volksmusikkünstlern gesungen, u. a. mit Markus Wolfahrt, Patrick Lindner, Rosanna Rocci, Vincent & Fernando, Sigrid & Marina, Oswald Sattler, Alexandra Hofmann, Geri der Klostertaler, Geschwister Niederbacher, Robin Leon, Pauline.

## Privates
Nadin Meypo ist mit dem Musikmanager und Veranstalter Lothar Böhler verheiratet. Sie ist Mutter einer Tochter und lebt in Bühl/Baden.

## Diskografie

### Alben
- 2022: "Lass uns das Leben lauter drehn"

### Singles
- 2021: "Rand des Verstands"
- 2022: "Ich will diesen Tanz mit Dir"
- 2022: "Das Leben fliegt viel weiter"
- 2023: "Ich bin bereit"
- 2023: "Ich glaube nur was ich fühle"
- 2023: "Ram Tam Tam – Weihnachten fängt an"
- 2024: "Nicht mit mir"
- 2024: "Unsre Nacht"
- 2024: "LiebesChaos"
- 2024: "Weihnachten in Familie" (Duett mit Markus Wolfahrt)
- 2025: "Kassiopeia"
- 2025: "Lichtermeer"